# P-nhóm
Trong toán học, đặc biệt là trong lý thuyết nhóm, cho trước một số nguyên tố p, một p-nhóm là một nhóm nhóm hữu hạn có cấp là một lũy thừa của p.